# Futbol'nyj Klub Kuban' 2012-2013
Questa voce raccoglie le informazioni riguardanti il Futbol'nyj Klub Kuban' nelle competizioni ufficiali della stagione 2012-2013.

## Stagione
La squadra ottenne in campionato un ottimo quinto posto finale che consentì al club di partecipare per la prima volta alle coppe europee.
In Coppa di Russia superò ai sedicesimi il Volga Ul'janovsk e agli ottavi i concittadini del Krasnodar; ai quarti il cammino fu interrotto a causa della sconfitta ai rigori con lo Zenit San Pietroburgo, in trasferta.

## Rosa
| N. |                        | Ruolo | Calciatore          |
| -- | ---------------------- | ----- | ------------------- |
| 1  | Moldavia (bandiera)    | P     | Stanislav Namașco   |
| 2  | Moldavia (bandiera)    | D     | Igor Armaș          |
| 6  | Russia (bandiera)      | C     | David Coraev        |
| 7  | Russia (bandiera)      | C     | Vladislav Kulik     |
| 8  | Russia (bandiera)      | C     | Artur Tlisov        |
| 10 | Russia (bandiera)      | C     | Aleksej Ionov       |
| 11 | Romania (bandiera)     | A     | Gheorghe Bucur      |
| 14 | Nigeria (bandiera)     | A     | Abdulwaheed Afolabi |
| 15 | Bielorussia (bandiera) | D     | Maksim Žaŭnerčyk    |
| 17 | Russia (bandiera)      | C     | Artёm Fidler        |
| 18 | Russia (bandiera)      | D     | Anton Rogočij       |

| N. |                         | Ruolo | Calciatore        |
| -- | ----------------------- | ----- | ----------------- |
| 20 | Uruguay (bandiera)      | A     | Gonzalo Bueno     |
| 21 | Costa Rica (bandiera)   | A     | Marco Ureña       |
| 22 | Russia (bandiera)       | C     | Anton Sosnin      |
| 23 | Russia (bandiera)       | P     | Aleksandr Belenov |
| 24 | Armenia (bandiera)      | A     | Aras Özbiliz      |
| 26 | Brasile (bandiera)      | D     | Zelão             |
| 27 | Ghana (bandiera)        | C     | Mohammed Rabiu    |
| 28 | Senegal (bandiera)      | A     | Ibrahima Baldé    |
| 33 | Russia (bandiera)       | P     | Bogdan Karjukin   |
| 34 | Burkina Faso (bandiera) | C     | Charles Kaboré    |
| 43 | Russia (bandiera)       | D     | Roman Bugaev      |
| 71 | Bulgaria (bandiera)     | C     | Ivelin Popov      |

## Risultati

### Campionato
| Machačkala 22 luglio 2012 1ª giornata | Anži | 2 – 1 referto | Kuban' | Stadio Dinamo |

| Krasnodar 27 luglio 2012 2ª giornata | Kuban' | 1 – 0 referto | Mordovija | Stadio Kuban' |

| Samara 5 agosto 2012 3ª giornata | Kryl'ja Sovetov Samara | 2 – 1 referto | Kuban' | Stadio Metallurg (Samara) |

| Krasnodar 10 agosto 2012 4ª giornata | Kuban' | 2 – 1 referto | Krasnodar | Stadio Kuban' |

| Vladikavkaz 20 agosto 2012 5ª giornata | Alanija Vladikavkaz | 2 – 1 referto | Kuban' | Respublikanskij stadion Spartak |

| Krasnodar 27 agosto 2012 6ª giornata | Kuban' | 6 – 2 referto | Volga Nižnij Novgorod | Stadio Kuban' |

| Chimki 2 settembre 2012 7ª giornata | Dinamo Mosca | 1 – 2 referto | Kuban' | Arena Chimki |

| Krasnodar 15 settembre 2012 8ª giornata | Kuban' | 2 – 2 referto | Spartak Mosca | Stadio Kuban' |

| Kazan' 23 settembre 2012 9ª giornata | Rubin | 1 – 0 referto | Kuban' | Stadio Centrale di Kazan' |

| Krasnodar 29 settembre 2012 10ª giornata | Kuban' | 2 – 1 referto | Terek Groznyj | Stadio Kuban' |

| Mosca 6 ottobre 2012 11ª giornata | Lokomotiv Mosca | 0 – 1 referto | Kuban' | Stadio Lokomotiv |

| San Pietroburgo 20 ottobre 2012 12ª giornata | Zenit San Pietroburgo | 1 – 0 referto | Kuban' | Stadio Petrovskij |

| Krasnodar 26 ottobre 2012 13ª giornata | Kuban' | 1 – 0 referto | Rostov | Stadio Kuban' |

| Perm' 3 novembre 2012 14ª giornata | Amkar Perm' | 0 – 3 referto | Kuban' | Stadio Zvezda |

| Krasnodar 10 novembre 2012 15ª giornata | Kuban' | 1 – 3 referto | CSKA Mosca | Stadio Kuban' |

| Saransk 18 novembre 2012 16ª giornata | Mordovija | 0 – 3 referto | Kuban' | Start Stadion |

| Krasnodar 25 novembre 2012 17ª giornata | Kuban' | 4 – 1 referto | Kryl'ja Sovetov Samara | Stadio Kuban' |

| Krasnodar 30 novembre 2012 18ª giornata | Krasnodar | 2 – 1 referto | Kuban' | Stadio Kuban' |

| Krasnodar 8 dicembre 2012 19ª giornata | Kuban' | 0 – 0 referto | Alanija Vladikavkaz | Stadio Kuban' |

| Nižnij Novgorod 8 marzo 2013 20ª giornata | Volga Nižnij Novgorod | 0 – 2 referto | Kuban' | Stadio Lokomotiv |

| Krasnodar 16 marzo 2013 21ª giornata | Kuban' | 1 – 1 referto | Dinamo Mosca | Stadio Kuban' |

| Mosca 31 marzo 2013 22ª giornata | Spartak Mosca | 2 – 2 referto | Kuban' | Stadio Lužniki |

| Krasnodar 7 aprile 2013 23ª giornata | Kuban' | 0 – 0 referto | Rubin | Stadio Kuban' |

| Groznyj 13 aprile 2013 24ª giornata | Terek Groznyj | 2 – 2 referto | Kuban' | Achmat-Arena |

| Krasnodar 20 aprile 2013 25ª giornata | Kuban' | 0 – 0 referto | Lokomotiv Mosca | Stadio Kuban' |

| Krasnodar 28 aprile 2013 26ª giornata | Kuban' | 2 – 2 referto | Zenit San Pietroburgo | Stadio Kuban' |

| Rostov sul Don 4 maggio 2013 27ª giornata | Rostov | 0 – 2 referto | Kuban' | Stadio Olimp-2 |

| Krasnodar 11 maggio 2013 28ª giornata | Kuban' | 4 – 0 referto | Amkar Perm' | Stadio Kuban' |

| Chimki 18 maggio 2013 29ª giornata | CSKA Mosca | 0 – 0 referto | Kuban' | Arena Chimki |

| Krasnodar 26 maggio 2013 30ª giornata | Kuban' | 1 – 0 referto | Anži | Stadio Kuban' |

### Coppa di Russia
| Ul'janovsk 26 settembre 2012 Sedicesimi di finale | Volga Ul'janovsk | 0 – 1 referto | Kuban' | Trud Stadium |

| Krasnodar 30 ottobre 2012 Ottavi di finale | Kuban' | 1 – 0 referto | Krasnodar | Stadio Kuban' |

| San Pietroburgo 17 aprile 2013 Quarti di finale | Zenit San Pietroburgo | 0 – 0 (d.t.s.) referto | Kuban' | Stadio Petrovskij |
| \| \| \| \| \| \| Tiri di rigore 4 – 3 \| \|    |                       |                        |        |                   |
|                                                 |                       |                        |        |                   |
|                                                 | Tiri di rigore 4 – 3  |                        |        |                   |